# Silla Bettini
Silla Bettini (* 28. Februar 1923 in Rom; † 15. Mai 2003 ebenda) war ein italienischer Schauspieler.

## Leben
Bettini wandte sich nach Schul- und Universitätslaufbahn der Welt des Schauspieles zu; er war im Fernsehen für Werbeblöcke verantwortlich; seine Bekanntschaft zu Pietro Germi führte zu einem Engagement als Schauspieler in Un maledetto imbroglio im Jahr 1959. Darauf aufbauend entspann sich eine knapp zehn Jahre währende Karriere, nach der er sich hauptsächlich der Regieassistenz zunwandte und für Germi und Luigi Comencini zwischen 1969 und 1972 tätig war. Ein letztes Engagement als Darsteller bildete 1974 den Abschluss seiner schauspielerischen Karriere.

## Filmografie (Auswahl)
- 1959: Unter glatter Haut (Un maledetto imbroglio)
- 1960: Die lange Nacht von 43 (La lunga notte del ’43)
- 1960: Der Weg zurück (Tutti a casa)
- 1964: Das ausgeliehene Mädchen (La ragazza in prestito)
- 1965: Genosse Don Camillo (Il compagno Don Camillo)
- 1966: Ein fast perfekter Mörder (Delitto quasi perfetto)
- 1967: Mehr tot als lebendig (Un minuto per pregare, un istante per morire)
- 1974: Di mamma non c'è una sola